# Львов Володимир Миколайович
Львов Володимир Миколайович (7 березня 1897, Санкт-Петербург, Російська імперія — 9 травня 1942 року, Кримська АРСР, РРФСР, СРСР) — радянський воєначальник, генерал-лейтенант (1940). Загинув під час Другої світової війни.

## Біографія
Народився в сім'ї прапорщика запасу. Закінчив гімназію в Москві, куди перебралися його батьки в 1904 році.
Учасник Першої світової війни. Закінчив Олександрівське піхотне училище, воював на Південно-Західному фронті, дослужився до підпоручника.
У Червоній армії — з 1918 року. Командував бригадою у 23-й дивізії ВЧК.
У 1924 році закінчив Військову академію імені М. В. Фрунзе. У 1924—1925 роках — помічник командира 23-ї Харківської стрілецької дивізії. У 1925—1927 роках — військовий радник в Китаї. У 1927—1930 роках — начальник Військово-авіаційної школи спеціальних служб ВПС РСЧА. У 1930—1931 роках — командир 3-ї Кавказької стрілецької дивізії, у 1931—1936 ррках — командир 2-ї Кавказької стрілецької дивізії. У 1936—1937 роках — командир 60-ї стрілецької дивізії. Закінчив курси «Постріл».
Із 1937 року — начальник штабу Закавказького військового округу. Із 1938 року — на викладацькій роботі.
Із липня 1940 року — заступник (згодом 2-й заступник) командувача Прибалтійським Особливим військовим округом.

### Німецько-радянська війна
Перед початком німецько-радянської війни генерал Львов був призначений заступником командувача Закавказьким військовим округом. У серпні 1941 року став командувачем того ж округу. Із жовтня 1941 року — заступник командувача Закавказьким фронтом.
Із грудня 1941 року — командувач 51-ї армії. На чолі армії брав участь у Керченсько-Феодосійській десантній операції. 51-ша армія з великими втратами висадилася на Керченський півострів і взяла Керч. За ці бої Львов був нагороджений орденом Леніна.
Генерал Львов загинув під час операції «Полювання на дрохв». Львов не міняв місцерозташування свого штабу, тому німецьке командування знало де знаходиться командування 51-ї армії. 9 травня 1942 року німецька авіація розбомбила штаб 51-ї армії. Серед убитих був і Львов. Тіло генерала евакуювали і поховали в Тбілісі.